# 大雪山 (台湾)
大雪山（だいせつざん）は、台湾の苗栗県泰安郷と台中市和平区の境界に位置する標高3,530mの山。

## 概要
大雪山稜脈の最高峰で、台湾百岳では23位、また「十崇」の一つである。

## 山名
楊南郡によると、広大な草原風景が北海道の大雪山に似ていることから日本人によって命名されたという。
タイヤル語での元の名前は「Babo Rinisan」であり、「Rinisan」は「涙を流す」という意味がある。大雪山は南方の佳陽社部族と北方のタイヤル族の狩猟地区の境界にあり、かつては通婚関係にあった。新婦が北方に嫁ぐ際、大雪山の草原まで送り、涙を流して別れを告げていたという。